# Porzana sandwichensis
Porzana sandwichensis là một loài chim trong họ Rallidae.